# Flavio Chigi (1711-1771)
Flavio Chigi II (Roma, 8 de septiembre de 1711-Roma, 12 de julio de 1771) fue un cardenal italiano de la Iglesia católica.
Fue también príncipe de Farnese y del Sacro Imperio Romano Germánico y duque de Ariccia.
Nació en la noble familia Italiana de los Chigi. Fue creado cardenal en 1753 por el papa Benedicto XIV.